# Parcul Andrei Mocioni
Parcul Andrei Mocioni, cunoscut în trecut sub numele de Parcul ILSA, este un parc din Timișoara situat pe malul nordic al Begăi, între Podul Decebal și Podul Dacilor.
Acesta are o suprafață de 2,18 hectare. 
În 2010 conținea 37 de specii de arbori și arbuști, dintre care 15 indigene și 22 exotice, totalizând un numar de 320 de exemplare. Dintre acestea, 302 erau arbori, cu 256 de foioase și 46 de rășinoase, iar 18 arbuști, cu 13 rășinoși și 5 foioși.